# Roger Hallam
Roger Hallam   (Regne Unit, 4 de maig de 1966) és un activista ambiental anglès, cofundador d'Extinction Rebellion, de la federació cooperativa Radical Routes i del partit polític Burning Pink.

## Trajectòria
Hallam va créixer en el si d'una família metodista. Era agricultor orgànic a prop de Llandeilo, al sud de Gal·les, fins que una sèrie de fenòmens meteorològics extrems van arruïnar-li el negoci.
Entre el 2017 i principis del 2019 va estar estudiant un doctorat al King's College de Londres, investigant com aconseguir un canvi social mitjançant la desobediència civil i els moviments radicals. El gener de 2017, en una acció per a instar el King's College a desinvertir en combustibles fòssils, Hallam i una altra persona, David Durant, van guixar amb pintura en aerosol Divest from oil and gas, Now! i Out of time a l'entrada del campus de la universitat, fet pel qual van ser multats amb 500 £. Al febrer van tornar a pintar al Great Hall de la universitat causant danys per valor de 7.000 lliures i van ser arrestats.
El març de 2017, Hallam va fer una vaga de fam per a exigir la desinversió de la universitat en combustibles fòssils atès que la institució hi tenia milions de lliures invertides però cap inversió en energies renovables. Cinc setmanes després de la primera protesta, la universitat va retirar 14 milions de lliures en inversions de les companyies de combustibles fòssils i es va comprometre a ser neutra en carboni el 2025. El maig de 2019, després d'un judici de tres dies, un jurat els va absoldre de tots els càrrecs,. Hallam va argumentar que les seves accions eren una resposta proporcionada a la crisi climàtica i, per tant, eren legals en virtut d'una exempció de la Llei de danys penals que permet danys si es protegeix la propietat d'una altra persona.
Hallam és cofundador del grup de pressió ambiental Extinction Rebellion, amb Gail Bradbrook i Simon Bramwell. Es va presentar sense èxit a les eleccions al Parlament Europeu de 2019 per la circumscripció de Londres com a independent, obtenint 924 dels 2.241.681 vots emesos (0,04%).
Hallam i quatre activistes més van ser arrestats acusats de conspiració per provocar un dany públic el 12 de setembre de 2019, el dia abans d'una acció planificada consistent en pilotar drons a la zona d'exclusió al voltant de l'aeroport de Heathrow per tal d'interrompre'n els vols. Tres dies més tard, en una acció organitzada per Heathrow Pause, Hallam va ser detingut de nou als voltants de l'aeroport incomplint les condicions de la fiança de l'anterior detenció que l'obligava a no estar a menys de 8 quilòmetres de cap aeroport ni a manipular cap dron. Va ser detingut fins al 14 d'octubre.

## Publicacions
- Common Sense for the 21st Century: Only Nonviolent Rebellion Can Now Stop Climate Breakdown and Social Collapse. Self-published, 2019. ISBN 978-1527246744.[12]

- Roger Hallam. «Chapter 14: The civil resistance model». A: Extinction Rebellion. This Is Not a Drill: An Extinction Rebellion Handbook.  Penguin Books, 2019, p. 99–105. ISBN 9780141991443.